# محمد بن علی سنوسی
محمد ابن علی سنوسی الخطابی الحسنی الادریسی مشهور به سنوسی کبیر، (به انگلیسی: Muhammad ibn Ali as-Senussi)،(به عربی: محمد بن علی السنوسی) (۱۲۳۸-۱۱۶۶ هجری خورشیدی) (۱۸۵۹-۱۷۸۷ میلادی)، بنیانگذار طریقت سنوسیه بود. این طریقت در ۱۸۳۷ بنیانگذاری گردید.

وی در وستیا، نزدیک شهر مستغانم در الجزایر زاده شد.